# Erugosquilla septemdentata
Erugosquilla septemdentata is een bidsprinkhaankreeftensoort uit de familie van de Squillidae. De wetenschappelijke naam van de soort is voor het eerst geldig gepubliceerd in 1994 door Ahyong.